# Augustiner-Chorherrenstift Pfaffen-Schwabenheim

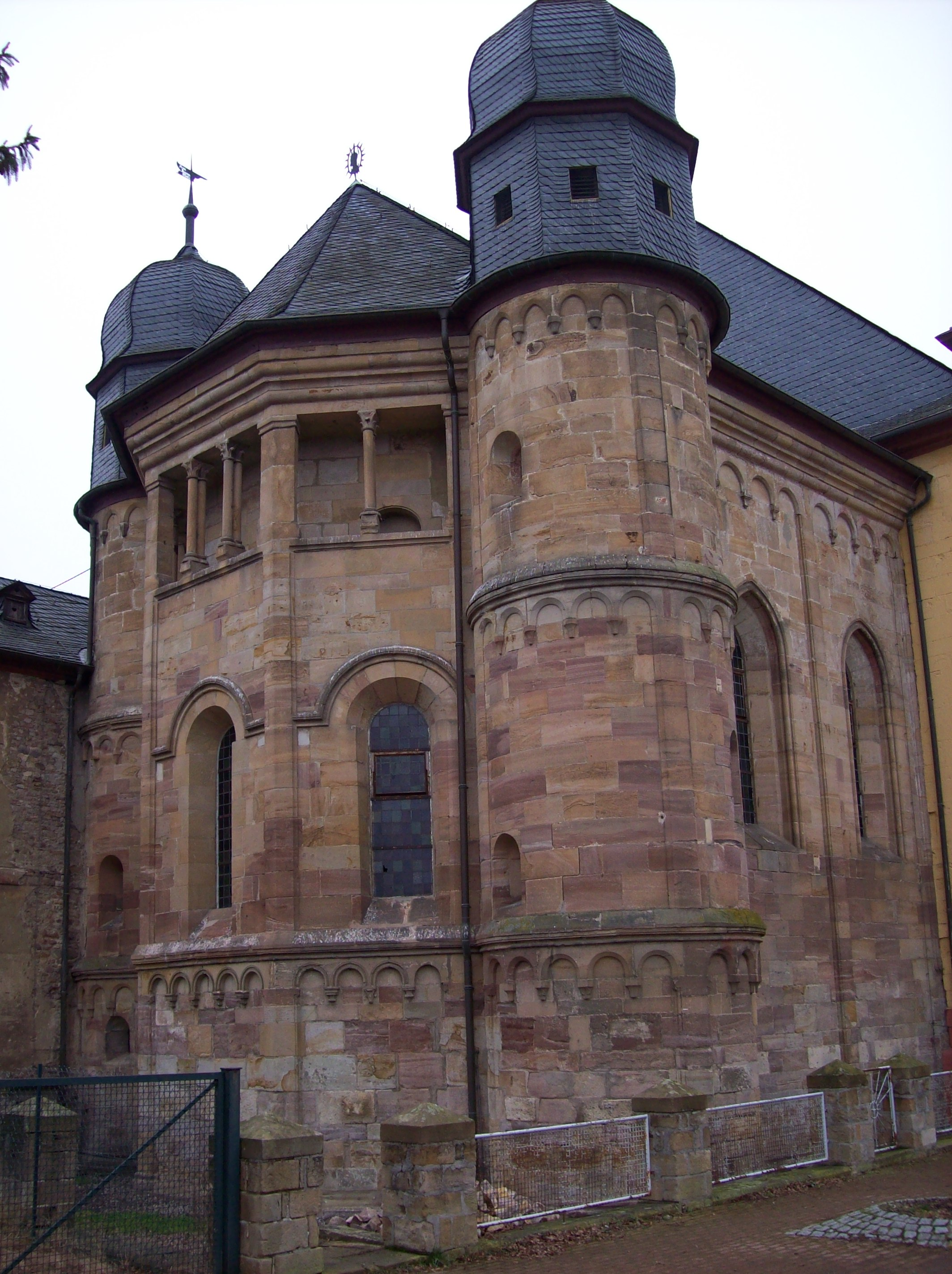
Romanische Apsis der Propsteikirche

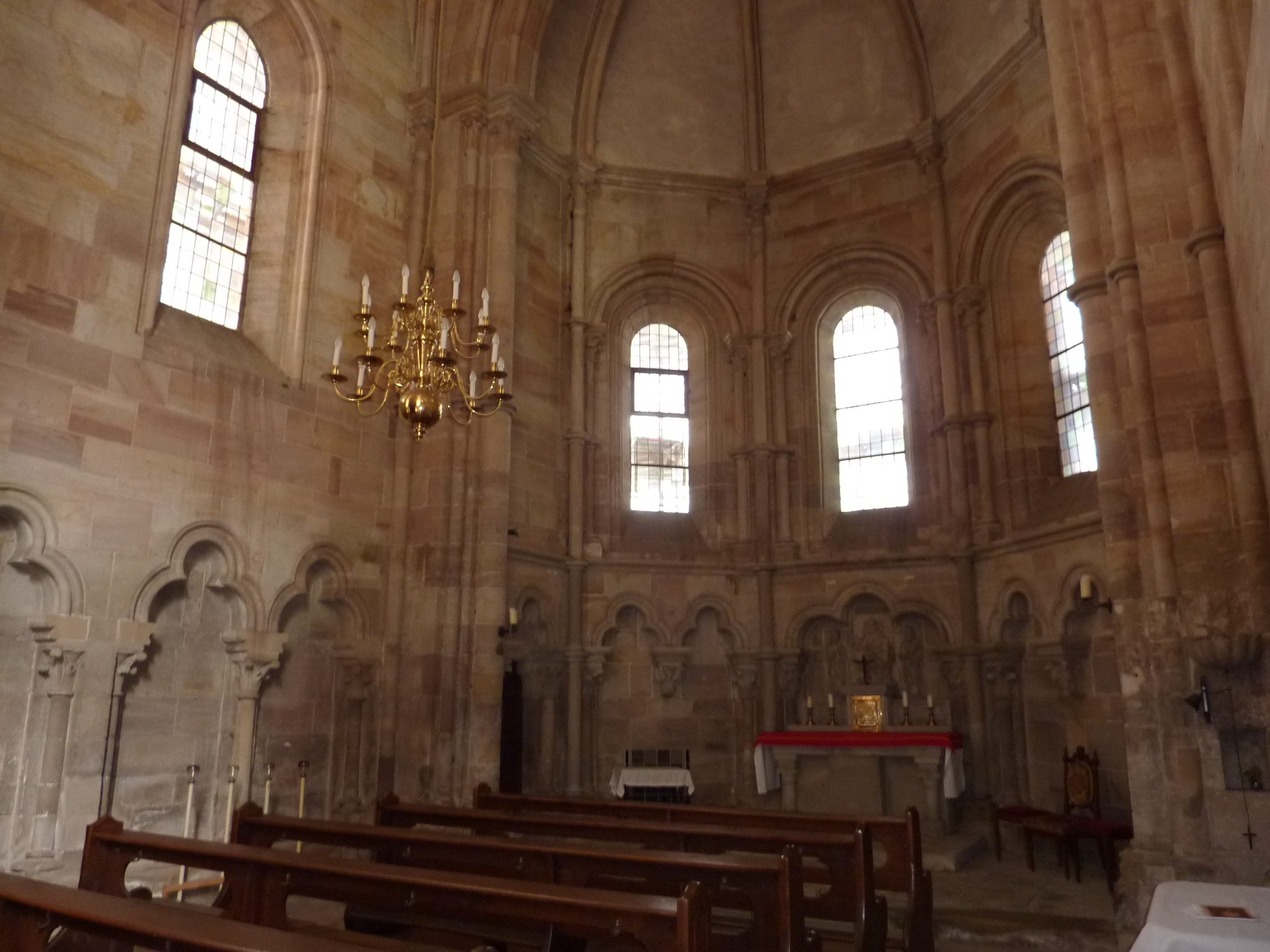
Blick in den Chor

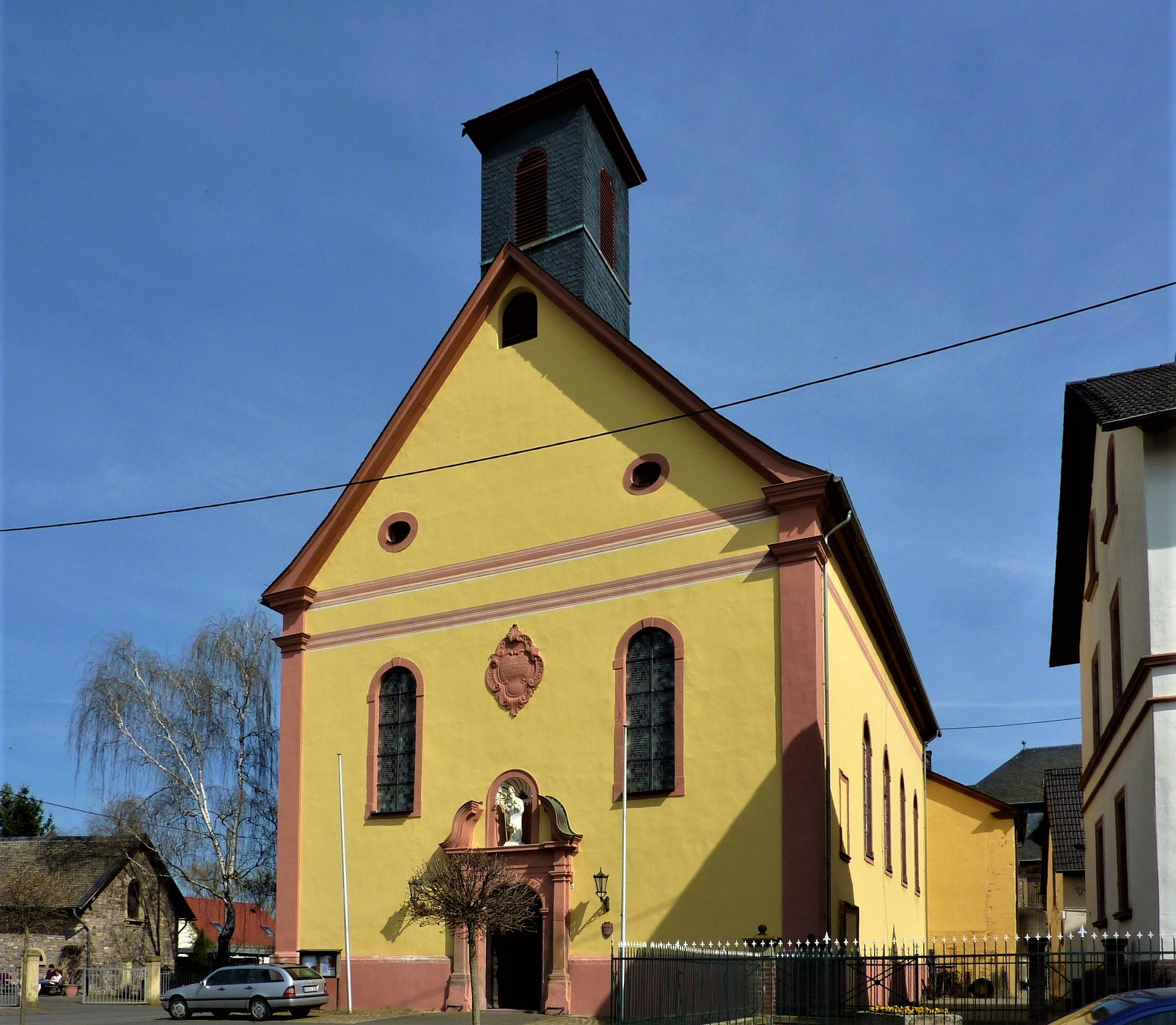
Westfassade

Das ehemalige Augustiner-Chorherrenstift Pfaffen-Schwabenheim ist die größte unverändert erhaltene barocke Klosteranlage in Rheinland-Pfalz. Die in den barocken Gebäudekomplex einbezogene ehemalige Propsteikirche (sogenannte Klosterkirche, heute katholische Wallfahrts- und Filialkirche Mariä Himmelfahrt) wird als einer der bemerkenswertesten spätromanischen Sakralbauten in Rheinland-Pfalz durch die Haager Konvention zum Schutz von Kulturgut bei bewaffneten Konflikten geschützt. Seit August 2012 ist der spätromanische Chor Förderprojekt der Deutschen Stiftung Denkmalschutz.
In der Klosterkirche vereinigen sich niederrheinische und oberrheinische Romanik mit Elementen der aus Frankreich kommenden Gotik zu einer einzigartigen harmonischen Raumwirkung. Ihr verwandte Bauten sind die Propsteikirche in Offenbach-Hundheim und die Marienkirche in Gelnhausen. Alle drei Kirchen liegen an der alten Handelsstraße zwischen Metz und Leipzig.

## Geschichte

### Benediktinerinnenkloster
Das Kloster wurde um 1040/1044 vom Seligen Eberhard VI. von Nellenburg und seiner Mutter Hedwig, Nichte von Kaiser Heinrichs II. oder Kaiserin Kunigunde, auf Eigengut als Frauenkloster gegründet, welche sich als geweihte Witwe hierher zurückzog. Die erste Kirchweihe erfolgte durch Papst Leo IX., einen Vetter Hedwigs.  Dies geschah wohl um den 17. Oktober 1049, als er auf der Durchreise von der Synode zu Reims zur Synode zu Mainz war.

### Augustinerchorherrenstift
Um 1124 kam das Kloster als Mitgift der Nellenburger Erbin Mechthild von Mörsberg an die Grafschaft Sponheim. 1130 wurde es von Graf Meginhard von Sponheim und seiner Frau Mechthild im Zuge des Wormser Konkordats an den Mainzer Erzbischof Adalbert I. übergeben unter der Bedingung, dass der Bischof sicherstellt, dass dort Ordensbrüder nach der Regel des hl. Augustinus leben. Jener besetzte es mit Augustiner-Chorherren, wie schon zuvor Kloster Eberbach (1116) im Rheingau, das Kloster bei der Allerheiligenkirche in Erfurt (1117) und Kloster Hane im heutigen Donnersbergkreis (1129). Bei letzterem ist bekannt, dass die Besiedlung mit Klerikern aus dem aufblühenden Reformkloster Springiersbach erfolgte, das erst 1102 vom Trierer Erzbischof Bruno geweiht worden war, welcher wiederum aus dem Geschlecht der Nellenburger stammte. Die Schirmvogtei übte in der Folge die Linie der Grafen von Sponheim, die die Burg Dill auf dem Hunsrück besaß, aus, während im Gegenzug die Stiftskirche als Grablege der Grafen diente.
1229 wurde vom Papst die Zahl der Kanoniker auf 18 festgelegt, die Pfarrei wiedererrichtet und der geplante Kirchenbau mit einem Ablass gefördert. 1230 begannen die Arbeiten zum Neubau der Stiftskirche in spätromanischen Stil, von welcher der Chor erhalten ist. Apsis und Chorgeviert waren um 1248 vollendet, ein Querhaus 1260. 1264 erfolgte eine erste Weihe. Finanzielle Probleme und die Plünderung nach der Schlacht von Sprendlingen 1279 verhinderten, dass es noch zum Bau eines Langhauses kam. Mit der Schlussweihe im Jahre 1308 begann die Wallfahrt.
Im Mai 1437 wurde das seit 20 Jahren darniederliegende Augustiner-Chorfrauenstift St. Peter bei Kreuznach in das Stift Pfaffen-Schwabenheim inkorporiert. In diesem Zusammenhang scheint auch die Beginen-Klause an der Bubenkapelle in dessen Besitz gekommen zu sein.
Noch im Oktober jenes Jahres wurde nach dem Tod des Grafen Johann V. von Sponheim-Starkenburg die Herrschaft über die Grafschaft Sponheim und damit auch die Schirmvogtei über das Kloster Pfaffen-Schwabenheim zwischen den Grafen von Veldenz, den Markgrafen von Baden und der Pfalzgrafschaft Pfalz-Simmern aufgeteilt.
In der Folgezeit kam es zu einem Niedergang; schließlich bestand der Konvent nur noch aus 5 Mitgliedern. 1468 wurde das Stift durch den Mainzer Erzbischof an die Windesheimer Kongregation angeschlossen, was zu einem Wiederaufschwung führte. Als sich die Chorherren 1566 weigerten, sich der Reformation anzuschließen, wurden sie vertrieben, das Stift aufgehoben, Turm und Querhaus der Kirche abgebrochen. Die Liegenschaften umfassten damals 881 Morgen.
Erst 1697 konnte es im Zuge der Rekatholisierungspolitik von Pfalz-Neuburg wiedererrichtet und mit Augustiner-Chorherren aus Sankt Marienwolde besetzt werden. Ab 1699 versahen die Augustiner-Chorherren die Pfarrseelsorge auch in den Nachbarorten Badenheim, Ober-Hilbersheim, Sprendlingen, Welgesheim und Zotzenheim. Ab dieser Zeit wurden unter Propst Anton Ignaz von Martels (* 1669 in Schloss Dankern; † 1740 in Pfaffen-Schwabenheim) sämtliche ehemaligen Liegenschaften des Klosters von der Geistlichen Güteradministration der Kurpfalz in Pacht genommen und eine rege Bautätigkeit entfaltet. Aus dieser Zeit stammen das schlichte Langhaus der Kirche, und die erhaltenen Konventgebäude. Der Konvent bestand zu jener Zeit aus ca. 50 Chorherren.
Ab 1760 setzte die Wallfahrt zum Gnadenbild Maria, Königin des Friedens ein. Bei dem Bild handelt es sich um ein im Kölner Karmel angefertigtes Ölgemälde, welches jene Marienstatue darstellt, die Maria von Medici aus dem wundertätigen Holz von Scherpenheuvel hatte anfertigen lassen.
1802 wurde das Stift im Zuge der Säkularisation unter Napoleon aufgelöst. Gleichzeitig kam die Wallfahrt zum Erliegen. Die Kirche kam 1808 im Zuge der zweiten Neuorganisation des Bistums Mainz nach dem Reichsdeputationshauptschluss als Filialkirche an die Pfarrei Badenheim. Mit der Zirkumskriptionsbulle Provida solersque vom 16. August 1821 verordnete Papst Pius VII. die endgültige Aufhebung des Stifts. In den Propsteigebäuden wurde schon 1811 ein Altersheim für emeritierte Priester eingerichtet, das bis 1826 bestand. 1832 wurden die lange leerstehenden Klostergebäude – mit Ausnahme der Kirche und des Nordflügels – an die politische Gemeinde verkauft, die im östlichen Ende des Südflügels eine Schule einrichtete. 1833 wurden der gesamte Ost- und Westflügel sowie der übrige Teil des Südflügels an Privatpersonen weiterverkauft.
1972 wurde die Wallfahrt zu Maria, der Königin des Friedens, wiederbelebt. Seit 1980 werden die Propsteigebäude durch die privaten Eigentümer restauriert. 2001 erfolgte eine umfassende Restaurierung des barocken Teils der Klosterkirche; 2013/14 wurden umfangreiche konservatorische Maßnahmen an der Fassade des spätromanischen Ostchors und eine Holzschädlingsbekämpfung in den barocken Ausstattungsgegenständen durchgeführt.

## Beschreibung
Die ehemalige Propsteikirche und heutige katholische Pfarrkirche Mariä Himmelfahrt besteht aus zwei Bauteilen unterschiedlicher Zeitstellung: dem spätromanischen Chorraum und dem spätbarocken Kirchenschiff. Das spätromanische, gleichschenklige Chortrapez wird von einer von Rundtürmen flankierte Apsis geschlossen und wurde von um 1230 bis 1248 errichtet. Das 1260 vollendete Querhaus ist heute verschwunden. 1308 erfolgte die Schlussweihe, deren 700. Jahrestag durch ein Pontifikalamt mit Karl Kardinal Lehmann gefeiert wurde. Der spätbarocke Saal wurde 1766 dem spätromanischen Chor angefügt und 1848 mit einem Dachreiter versehen.
Die zwischen 1723 und 1764 errichteten Konventsgebäude bilden eine barocke Dreiflügelanlage mit Mansarddächern und aufwändigen Stuckdecken der Mainzer Bandelwerkschule. Hervorzuheben ist die über 90 m² große, farbgefasste Stuckdecke im ehemaligen Refektorium, als deren Stifter Kurfürst Karl III. Philipp inschriftlich bezeugt ist. Letzte Reste der Ringmauer, die das Stift umschloss, gingen 2003 im Zuge der Ausweisung eines Neubaugebietes unter.

## Pröpste und Prioren
Als Pröpste bzw. ab 1468 Prioren des Klosters werden genannt:
- 1125 Hermann
- 1219 Heinrich
- 1246, 1248, 1254, 1259 Conrad
- 1282 H.
- 1284 G.
- 1292, 1294, 1295, 1296, 1300 Ulbert, Vulbert, auch Albert[4]
- 1314 Graf Johann von Sponheim
- 1324 Syfrid von Planig (Pleyniche, Bleinich)
- 1330 Franziskus
- 1347, 1351, 1357, 1358 Johannes Alberti
- 1361, 1367, 1370 Jakob
- 1376, 1377 Heinrich Rinck
- 1387, 1412 Philipp
- 1413 Peter Rosenberg, Kantor zu St. Johann in Mainz, Conservator der Rechte des Stiftes
- 1421, 1436 Conrad Wolf von Schleiden
- 1440, 1454 Johann von Dille, auch Johann von Sponheim,[5] bereits 1413 Syndikus und Prokurator des Konvents
- 1456, 1466 Gerhard von Mauchenheim
- 1466 Philipp

Anschluss an die Windesheimer Kongregation
- 1468 Andreas (Endres) von Wallertheim
- 1469 Johann Otten aus dem Kloster Hirzenhain
- 1470 Hermann von Batenburg[6] († 1507)
- 1509 Nikolaus von Velle (Niederfell) († 1513)
- 1513 Johann von Seligenstadt († 1520)
- 1520, 1521, 1526 Adam von Raunen (Runen) oder Adam Rome[7] († 1547)
- 1547 Johann von Lahnstein († 1556)
- 1566 Johannes Illingen († 1566), starb kurz nach der Aufhebung des Klosters.[8] Prior des in das Kloster Marienthal geflüchteten Konvents wurde dort 1568 Adam von Neuss († 1589)

Aufhebung und Versuche der Wiederbesiedlung
- 1621 Nikolaus von Kinzweiler
- 1639 Christoph Caërs
- 1642 (Rektor) Heinrich Kaerß (Caërs, Caersius)

Wiederbesiedlung
- 1649 Caspar Becher († 1652)
- 1697 Anton Ignaz Martels (* 1669; † 1740) aus Schloss Dankern, kam aus dem Kloster Eberhardsklausen nach Pfaffen-Schwabenheim
- 1740 Matthias Ludwig Sieven († 1748) aus dem Kloster Ewig
- 1748 Lothar Franz Bohländer († 1754)
- 1754 Johann Georg Heß, abgesetzt
- 1770 Cäsar Herman François Petit de Maubuisson (* um 1710; † 1784) aus dem Kloster Eberhardsklausen
- 1784 Cuno Weinmann

Säkularisation